# Hebenstretia oatesii
Hebenstretia oatesii är en flenörtsväxtart. Hebenstretia oatesii ingår i släktet gatörter, och familjen flenörtsväxter.

## Underarter
Arten delas in i följande underarter:
- H. o. inyangana
- H. o. oatesii
- H. o. rhodesiana